# Leesburg, Indiana
Leesburg är en kommun (town) i Kosciusko County i Indiana. Vid 2010 års folkräkning hade Leesburg 555 invånare.